# Reynoldsia grayana
Reynoldsia grayana là một loài thực vật có hoa trong Họ Cuồng cuồng. Loài này được Christoph. miêu tả khoa học đầu tiên năm 1935.